# 張綺 (唐朝)
张绮（?—?），唐朝末年进士，唐朝诗人。
唐武宗会昌二年（842年），有若耶溪女子在三乡驿题诗，以自伤身世，后来张绮见到后而题诗来和女子之诗。当时还有陆贞洞、刘谷、王祝、王涤、韦冰、李昌邺、王硕、李缟、高衢十人相和。张绮的诗作为：洛川依旧好风光，莲帐无因见女郎。云雨散来音信断，此生遗恨寄三乡。现在张绮仅存此诗。